# Fulvio Giulio della Corgna
Fulvio Giulio della Corgna (Perusa, capital d'Úmbria, Itàlia, llavors als Estats Pontificis, 19 de novembre de 1517 - Roma, 2 de març de 1583) va ser un cardenal italià del segle xvi. Era nebot del papa Juli III i renebot del cardenal Antonio Maria Ciocchi del Monte (1511). Della Corgna era membre de l'orde de Sant Joan de Jerusalem.

## Biografia
Della Corgna va entrar a la cort del seu oncle el cardenal Giovanni Maria Ciocchi del Monte, el futur papa Juli III. És elegit bisbe de Perusa i governador de Norcia i Montan l'any 1550.
Fulvio Giulio della Corgna va ser fet cardenalpel papa Juli III en el Consistori papal del 20 de novembre de 1551. El cardenal della Corgna va ser nomenat administrador apostòlic de Spoleto l'any 1553 i és legat apostòlic a Ascoli Piceno i Rieti. Della Corgna va ser detingut pel papa Pau IV i empresonat al Castell de Sant'Angelo l'any 1556, perquè va informar el seu germà Ascanio, que tenia contactes amb agents del rei Felip II de Castella, d'una detenció. Va ser alliberat ràpidament i della Corgna va ser nomenat governador de Città della Pieve l'any 1560 i Camarlenc del Col·legi Cardenalici l'any 1561-1562. L'any 1580 va ser nomenat sots-degà del Col·legi dels cardenals.
Della Corgna participa als dos conclaves de 1555 (elecció de Marcel II i Pau IV) i als conclaves de 1559 (elecció de Pius IV), de 1565-1566 (elecció de Pius V) i de 1572 (elecció de Gregori XIII).